# Nikolaus Fleckenstein
Nikolaus Fleckenstein (Lucerna, 1580 – Roma, 1645) è stato un ufficiale svizzero, comandante della Guardia Svizzera.

## Biografia
Nato a Lucerna da una famiglia originaria di Bremgarten, già dal 1600 entrò come professo nel Sovrano Militare Ordine di Malta a Spira, per il quale divenne Commendatore di Hohenrain e Reiden (1611). Nel 1611, inoltre, entrò anche nell'Ordine Teutonico distinguendosi ulteriormente nei corpi di milizia armata cattolica.
Nel 1628 venne nominato commendatore di Hasselt (nelle Fiandre), Bruchsal (nel Baden) e di Wissembourg (in Alsazia) e l'anno successivo passò al comando delle guardie svizzere pontificie. Nominato Gran Balì di Germania nel 1634 e Gran Priore di Dacia nel 1640, anche se cessò definitivamente di risiedere in Svizzera, preferendo di gran lungo il Vaticano ove godeva di grande reputazione e potere grazie anche agli onori ottenuti presso l'Ordine gerosolimitano.
Dimessosi dal proprio incarico nel 1640, morì nel 1645 e gli succedette il fratello Jost Fleckenstein.